# Gordon Gibson Jr.
Pour les articles homonymes, voir Gordon Gibson et Gibson.
Gordon Fulerton Gibson ou Gordon Gibson Jr., né le 23 août 1937 à Vancouver (Colombie-Britannique) et mort le 10 novembre 2023, est un chercheur et homme politique canadien de la Colombie-Britannique. Il est député provincial libéral de la circonscription britanno-colombienne de North Vancouver-Capilano d'une élection partielle en 1974 à 1979. Il est aussi chef du Parti libéral de la Colombie-Britannique de 1975 à 1979.

## Biographie

### Éducation
Né à Vancouver, Gibson étudie les mathématiques et la physiques et obtient un BA avec honneur de l'Université de la Colombie-Britannique, ainsi qu'un MBA de la Harvard Business School. Il effectue aussi des travaux de recherches à la London School of Economics.

### Carrière politique
Assistant du ministre fédéral des Affaires du Nord, Arthur Laing, de 1963 à 1968, il devient assistant spécial du premier ministre Pierre Elliott Trudeau de 1968 à 1972. Candidat lors de l'élection fédérale de 1972 dans Vancouver-Sud, mais s'incline devant le progressiste-conservateur John Fraser.
Élu sur la scène provinciale britanno-colombienne en 1974, il est l'un des deux députés libéraux, avec le chef David Anderson, finissant la 30e législature. Réélu en 1975, suivi du départ d'Anderson de la direction du parti, Gibson est approché afin de prendre la chefferie.
Il occupe cette fonction jusqu'en 1979, moment où il démissionne afin de se présenter à nouveau sur la scène fédérale dans North Vancouver—Burnaby. Gibson est défait en 1979 et en 1980 par le progressiste-conservateur Chuck Cook (en).
Tentant un retour sur la scène provinciale en tant que candidat lors de la course à la direction libérale de 1993, il est défait par le candidat et futur premier ministre Gordon Campbell.

### Après la politique
Chercheur en études canadiennes à l'Institut Fraser, il écrit plusieurs livres sur la gouvernance et le fédéralisme canadien dont Fixing Canadian Democracy, What if the Wheels Fall Off? et The Case for the Constituent Assembly. À la suite de l'élection britanno-colombienne de 2001, il est embauché par le gouvernement afin de faire des recommandations sur la structure et le mandat de la Citizens' Assembly on Electoral Reform (en).
Il participe aussi en tant que chroniqueur pour le Vancouver Sun, le Winnipeg Free Press et pour The Globe and Mail.

### Décès
Choisissant l'aide médicale à mourir, Gibson meurt en novembre 2023 à l'âge de 86 ans, à la suite d'une insuffisance cardiaque tôt en 2023,.

### Famille
Le père de Gibson, Gordon, est également homme d'affaires et politique provincial représentant Lillooet de 1953 à 1955, ainsi que North Vancouver de 1960 à 1966.

### Honneurs
Gibson est récompensé de l'Ordre de la Colombie-Britannique en mai 2008.